# Puentes de barcas de Jerjes

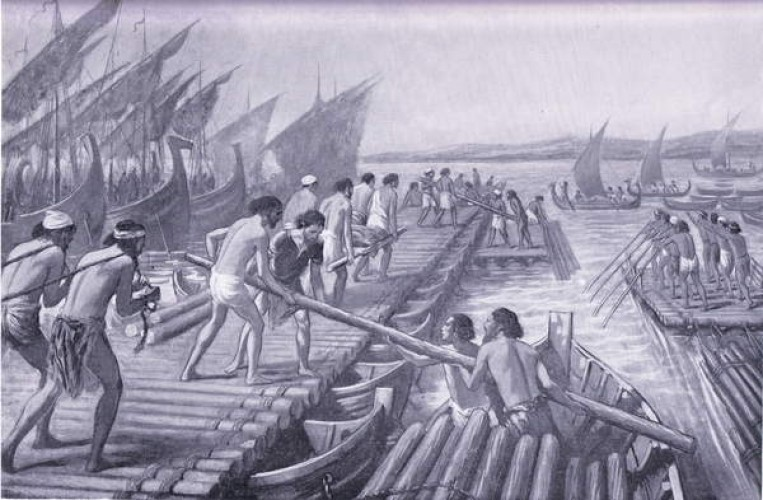
Construcción del puente de barcas de Jerjes, por marineros fenicios.

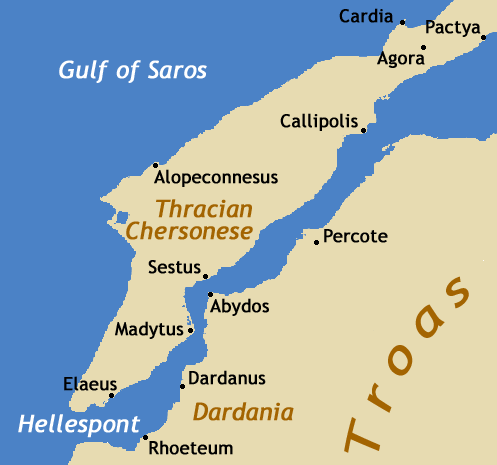
Situación de Helesponto.

Los puentes de barcas de Jerjes se construyeron en el  480 a. C. durante la segunda invasión persa de Grecia por orden de Jerjes I de Persia con el fin de que el ejército de Jerjes atravesara el Helesponto (los actuales Dardanelos) desde Asia hasta Tracia, entonces también controlada por Persia —en la parte europea de la actual Turquía—.
Los puentes fueron descritos por el antiguo historiador griego Heródoto en sus Historias, pero hay pocas pruebas que confirmen el relato de Heródoto al respecto. La mayoría de los historiadores modernos aceptan la construcción de los puentes como tal, pero prácticamente todos los detalles relatados por Heródoto son objeto de duda y discusión.

## Los puentes en lasHistoriasde Heródoto

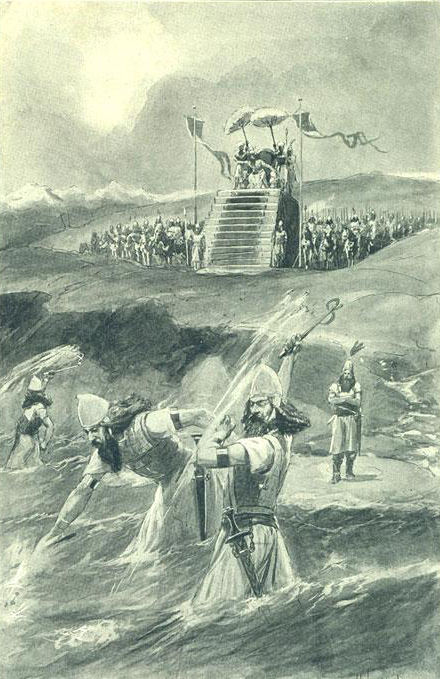
Ilustración de un artista que representa el supuesto «castigo» de Jerjes al Helesponto.

Heródoto relata en sus Historias que la segunda invasión persa de Grecia ya prevista por Darío I fue cuidadosamente preparada por su hijo Jerjes I. Se construyó un canal que cruzaba la península de Athos. También ordenó, entre otras muchas cosas, que se amueblaran barcos de guerra y se prepararan para los puentes cuerdas de papiro y de lino blanco.